# エレオノーレ・マグダレーネ・フォン・プファルツ＝ノイブルク
エレオノーレ・マグダレーネ・テレーゼ・フォン・プファルツ＝ノイブルクまたはフォン・デア・プファルツ（Eleonore Magdalene Therese von Pfalz-Neuburg (von der Pfalz), 1655年1月6日 - 1720年1月19日）は、神聖ローマ皇帝レオポルト1世の皇后。プファルツ選帝侯（元はプファルツ＝ノイブルク公）フィリップ・ヴィルヘルムの長女。母はヘッセン＝ダルムシュタット方伯ゲオルク2世の娘エリーザベト・アマーリア。弟にプファルツ選帝侯ヨハン・ヴィルヘルム、カール3世フィリップ、妹にポルトガル王ペドロ2世の妃マリア・ソフィア、スペイン王カルロス2世の妃マリア・アンナ、パルマ公子オドアルド2世妃ドロテア・ゾフィーらがいる。

## 生涯
1676年にレオポルト1世と結婚した。レオポルト1世にとっては3人目の妻である。2人の先妻との間に生まれた男子は全て夭折したが、エレオノーレとの間には10人もの子に恵まれ、うちヨーゼフとカールが相次いで帝位を継承した。しかし、この息子2人の代でオーストリア・ハプスブルク家の男系男子は絶えてしまうことになる。

## 子女
- ヨーゼフ（1678年 - 1711年） - 神聖ローマ皇帝ヨーゼフ1世
- クリスティーネ（1679年）
- マリア・エリーザベト（1680年 - 1741年） - 1725年よりネーデルラント総督
- レオポルト・ヨーゼフ（1682年 - 1684年）
- マリア・アンナ・ヨーゼファ（1683年 - 1754年） - ポルトガル王ジョアン5世妃
- マリア・テレジア（1684年 - 1696年）
- カール（1685年 - 1740年） - 神聖ローマ皇帝カール6世
- マリア・ヨーゼファ（1687年 - 1703年）
- マリア・マグダレーナ・ヨーゼファ（1689年 - 1743年）
- マリア・マルガレーテ（1690年 - 1691年）